# Papp Ferenc (műfordító)
Papp Ferenc álnevei: Bálint István, Sün Sanyi (Bihar, 1924. december 15. – Marosvásárhely, 2006. április 5.) erdélyi magyar prózaíró, műfordító.

## Életútja
Középiskoláit Nagyváradon kezdte, a brassói gépipari líceumban folytatta, s végül magánúton fejezte be (1942). Volt rakodómunkás, küldönc, a háború alatt katona, majd hadifogoly. A fogságból szabadulva került Marosvásárhelyre, ahol társadalmi munkás, 1949-53 között a helyi Népújságnál újságíró. 1953-ban az akkor indult Igaz Szó szerkesztőségének lesz belső munkatársa, innen megy – betegsége miatt jóval korhatár előtt – nyugdíjba 1976-ban.

## Munkássága
1950-ben jelentkezik első – önállóan is kiadott – elbeszélésével (Tiszta út), majd regényekkel (Az új mozdony, 1951; Acélfogak, 1953; Viharostető, 1953), amelyeknek valós életanyagán azonban a sematizmus uralkodik. Az osztályharcra exponálva még nem ismeri az emberi viszonyulások lehetőségeit. Lombikban nevelt, „a szocialista építésben helytálló” hősei bábuk módjára mozognak, az író valósággal „kidekázza” társadalmi funkciójukhoz illő tulajdonságaikat. Mindezek ellenére nem csak munkástémái, hanem olykor hitelesen megragadott élethelyzetei is magyarázzák, hogy az akkori kritika Nagy István legközelebbi „rokonának” érezte.
A hatvanas években fordulat áll be írói pályáján. Füstben és fényben (1962), majd A gyökerek alatt (1964) című regényei s utánuk mindaz, amit írt, igazolják Földes László megállapítását, aki szerint az író „a sémától eljut a lélek gyökeréig” (Korunk 1967/9). Ekkori írásaiban – a fűrészüzemi vagy vasipari munkások, aktivisták után – olyan hősök jelennek meg, akikben az író az egyéni és közösségi lét harmóniáját keresi. Ezek a hősök nemegyszer befelé forduló emberek, akik újraélik magukban mindazt, ami velük, körülöttük történt; emberek, akiknek sorsában a természettel való szoros kapcsolat testesül meg. Az író következetesen keresi a társadalmi igazságot, erről sohasem mond le, de a hozzá vezető utat, a korai regények sematizmusból fakadó leegyszerűsítéseivel szemben, mindig küzdelmesnek mutatja. Papp Ferenc nem vigasztal ezekben a műveiben a beteljesedő boldogságról szóló tanmesékkel, hanem kesernyés történeteket mond olyan emberekről, akik sok mindenre képesek, csak arra nem, hogy a mások boldogtalansága árán legyenek boldogok. Ez jellemző általában következő regényeire (A kerítés felett, 1963; Földre szállt ember, 1966) is. Földes László szerint, aki legbehatóbban elemezte Papp műveit, A gyökerek alatt mind közül a legjobb. „Hogyan változott meg szemlélete – teszi fel a kérdést az író egész addig megtett útjára visszapillantva –, miképpen lényegült formává, hogyan kristályosodott artisztikummá – mindez többé-kevésbé világos. A változás összefüggéseit nem nehéz felismerni. Személyi indítékait annál nehezebb.” Néhány regényének elemzése után a kritikusban felmerül a kérdés: mi mehetett végbe az íróban szemlélete megváltozásáig? Ez ugyan nem tartozik a kritikusra – véli –, de esetében „író és hős között vérrokonságnak kell lennie, különben nem történhetne meg, hogy minden írásában [...] ugyanazt az eszményt fogalmazza újra és újra, kísérteties makacssággal. Hátha legbensőbb személyi problémáját fogalmazza bele hőseibe, amikor valamennyit a helytállás körüli pályára küldi? [...] Talán őt magát állította az élet ki tudja milyen válaszútra, s azon tanulta meg hősei igaz útját, talán maga is kifizette a helytállás árát, a lemondást.”
Sokat fordított románból: Francisc Munteanu, Remus Luca, Lucia Demetrius, Ion Băieșu, Tudor Arghezi, Marin Preda, George Călinescu, Mihail Sebastian, Aurel Mihale, Laurențiu Fulga, Gala Galaction, I. A. Brătescu-Voinești, Paul Georgescu, Mircea Horia Simionescu, Aurel Dragoș Munteanu, Ionel Teodoreanu, Geo Bogza több regényét, elbeszélését és publicisztikáját.
Műveiből románra, oroszra, németre és szerbre fordítottak. Románul három elbeszéléskötete (Conștiința, 1953; Rugina, 1955; Torpila, 1956) és több regénye (Prima zăpadă, 1962; În fum și în lumină, 1963; Sub rădăcini, 1966; Omul coborât pe pământ, 1967) jelent meg Mihnea és Kati Fuiorescu, Nicolae Crișan és Constantin Olariu fordításában. A Füstben és fényben németül (1963), a Lehullt az első hó szerb fordításban (1964) Bukarestben, a Gyökerek alatt oroszul Moszkvában (1972) került kiadásra.
1964-ben, 1966-ban és 1979-ben a Romániai Írók Szövetségének díját; 1972-ben és 1984-ben a Marosvásárhelyi Írók Egyesülete díját kapta; 1995-ben a 70 éves írót a Magyar Köztársaság Érdemrendjének tisztikeresztjével tüntették ki.

## Művei
- Tiszta út (elbeszélés, 1950)
- Az új mozdony (ifjúsági regény, 1951)
- Acélfogak (regény, 1953)
- Viharostető (regény, 1953, átdolgozva 1961)
- Lelkiismeret (elbeszélések, Marosvásárhely, 1955)
- Remény (regény, Marosvásárhely 1956)
- Rozsda (elbeszélés, Marosvásárhely, 1957)
- Csalódás (novellák, Marosvásárhely, 1958)
- Lehullt az első hó (kisregény, 1961)
- Füstben és fényben (kisregény, 1962)
- A kerítés fölött (kisregény, 1963)
- A gyökerek alatt (kisregény, 1964)
- Négy kisregény (1965)
- Földre szállt ember (kisregény, 1966)
- Én is voltam gyermek (regény, 1968)
- Még öt perc (novellák, 1969)
- A részeg vadőr (elbeszélések, 1972)
- Földre szállt ember (három kisregény, Budapest, 1976)
- Kisregények (1984)
- Amikor a kutya megkerül (elbeszélések, Marosvásárhely, 1994)
- A gyökerek alatt. Kisregény; Mentor, Marosvásárhely, 1999